# Procédure d'adhésion de la Slovénie à l'Union européenne
La procédure d'adhésion de la Slovénie à l'Union européenne est la procédure qui a permis à la Slovénie de rejoindre l'Union européenne le 1er mai 2004. L'Union européenne s'est ainsi élargie à 25 États, la Slovénie étant entrée en même temps que 9 autres États.

## Historique

### Demande d'adhésion

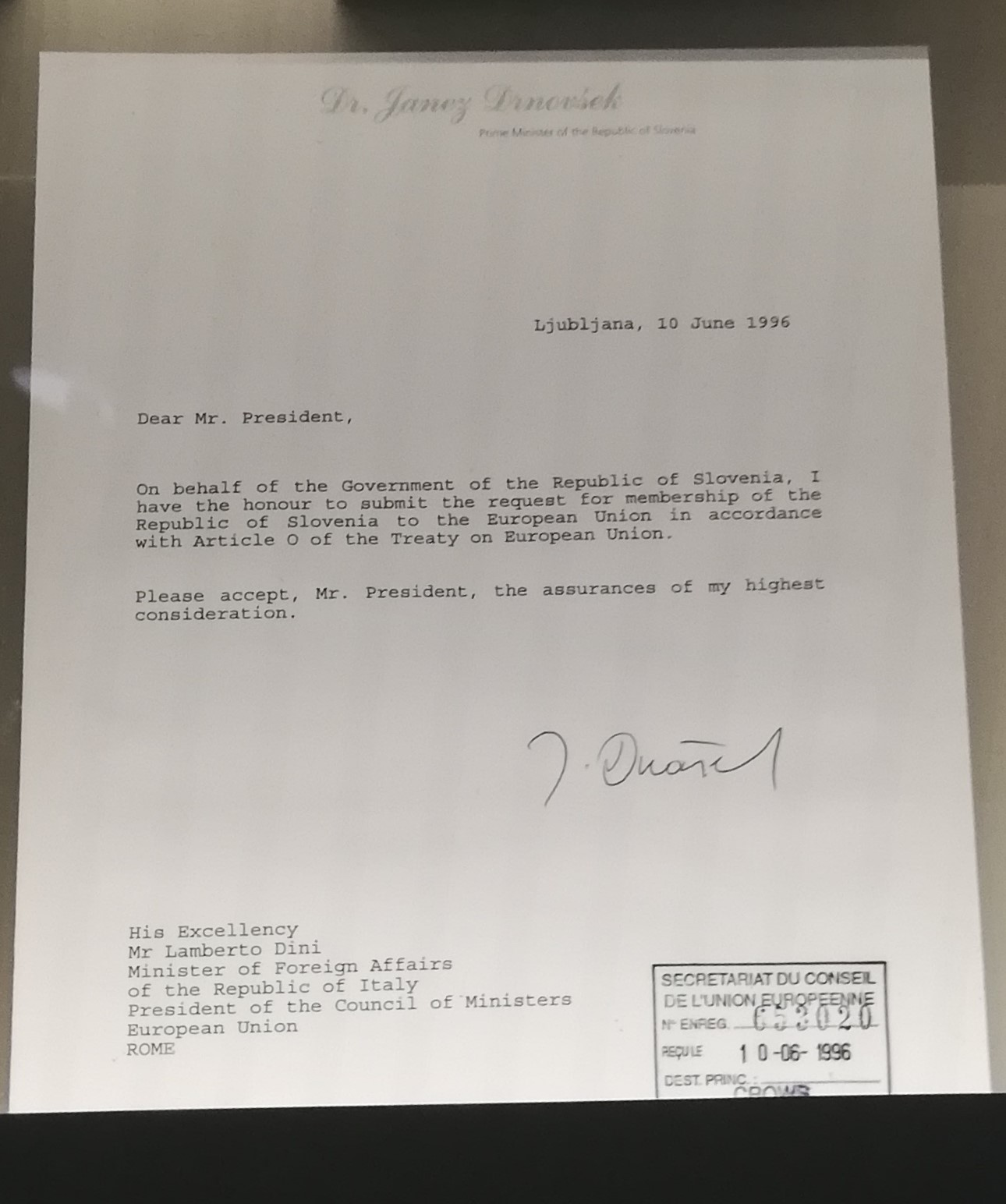
Lettre de demande d'adhésion.

Janez Drnovšek, alors président du gouvernement de Slovénie, a présenté la demande d'adhésion le 10 juin 1996 à Lamberto Dini, alors président du Conseil de l'Union européenne :

« On behalf of the Government of the Republic of Slovenia, I have the honour to submit the request for membership of the Republic of Slovenia to the European Union in accordance with article O of the Treaty on the European Union. »

« Au nom du gouvernement de la République de Slovénie, j'ai l'honneur de soumettre la demande d'adhésion de la République de Slovénie à l'Union européenne en accord avec l'article O du traité sur l'Union européenne. »

Elle a signé ce même jour un accord de partenariat avec l'Union européenne ; celui-ci est entré en vigueur le 1er février 1999 et constitue la base juridique des relations entre les deux entités.

### Négociations
Avec une économie de marché plus avancée que dans les autres pays des Balkans et la capacité du pays à intégrer l'acquis communautaire, les négociations d'adhésion ont été relativement rapides ; elles ont démarré le 30 mars 1998 et les critères de Copenhague ont été validés progressivement, parallèlement à l'adoption du programme national d'adoption de l'acquis (PNAA) slovène. Les négociations ont abouti lors du Conseil européen des 12 et 13 décembre 2002, le gouvernement de l'époque, europhile, y voyant une occasion de développement économique et diplomatique sur la scène internationale.

### Référendum
Un référendum est organisé le 23 mars 2003, celui-ci porte sur l'adhésion à l'Union européenne, ainsi que dans l'OTAN ; 89,61 % des votants se prononcent en faveur de l'adhésion et à la suite de ce résultat, la Slovénie signe le traité d'Athènes en 2003 et intègre l'Union européenne le 1er mai 2004, lors du cinquième élargissement. Elle intègre l'OTAN le 29 mars 2004 avec six autres pays prenant part à cet élargissement.